# LASK
Maillots
Actualités
Le Linzer ASK est un club de football autrichien fondé à Linz. Les couleurs du club sont le noir et le blanc. Le LASK (pour Linzer Athletik-Sport-Klub) est le plus vieux club de football du land de Haute-Autriche, dont Linz est la capitale. 
Le club évolue en Bundesliga la première division du football autrichien, en 2016 la section football se sépare du club et s'installe à Pasching, et continue sous le nom LASK.
La section féminine, baptisée LASK ladies, évoluait également au plus haut échelon national, la ÖFB-Frauenliga avant de se séparer du club en 2011 et devenir le LSC Linz.

## Historique
- Fondation d'un club d'athlétisme en 1899 sous le nom Athletiksportklub Siegfried, après la première guerre mondiale en 1919 fut créé la section football, nommée Linzer ASK, en incorporant les joueurs du Germania Linz  et du Linzer SK,créé en 1908. C'est cette date qui est prise en compte pour la formation du club.
- 1962 : Le club est vice-champion d'Autriche
- 1963 : 1re participation à une Coupe d'Europe (C2, saison 1963/64)
- 1965 : Le club est champion d'Autriche et vainqueur de la coupe d'Autriche
- 1997 : absorption du FC Linz à la suite d'une crise financière, mais le club doit vendre ses meilleurs éléments pour  ne pas faire faillite, s'ensuit la relégation en deuxième division.
- 1999 : Linz est finaliste de la Coupe d'Autriche, et comme le vainqueur Sturm Graz réussit le doublé, Linz peut jouer la Coupe Uefa, mais sera éliminé au premier tour par le Steaua Bucarest.
- 2001 : Le club connait de nouveau des problèmes financiers et sera relégué en deuxième division, il remontera  en 2006 et y restera jusqu'en 2011.
- 2012 : Le club se voit refuser la licence pour la saison 2012-2013, et est rétrogradé dans les divisions amateurs, après la saison 2013-2014 le club est promu en deuxième division et signe son retour dans le football professionnel.
- 2016 : en septembre les sections professionnelles sont externalisées avec la création de la société LASK GmbH qui s'installe à Pasching[2].
- 2017 : en mars le mot Linz est retiré du logo, en avril la montée en première division est acquise[3].
- 2019 : Le LASK est vice-champion d'Autriche.
- 2023 : Le 17 février, le club présente son nouveau stade à Linz.

## Bilan sportif

### Palmarès
| Compétitions nationales | Compétitions internationales |
| - Championnat d'Autriche - Champion : 1965 - Vice-champion : 1962 et 2019 - Championnat d'Autriche de deuxième division - Champion : 1958, 1979, 1994, 2007 et 2017 - Coupe d'Autriche - Vainqueur : 1965 - Finaliste : 1963, 1967, 1970, 1999 et 2021 |                              |

### Bilan européen
Légende
- Victoire ou qualification pour le tour suivant
- Match nul
- Défaite ou élimination de la compétition

Note : dans les résultats ci-dessous, le score du club est toujours donné en premier.
| Saison    | Compétition                | Tour                | Club                 | Domicile | Extérieur | Total     |
| --------- | -------------------------- | ------------------- | -------------------- | -------- | --------- | --------- |
| 1963-1964 | Coupe des coupes           | Seizièmes de finale | Dinamo Zagreb        | 1 - 0    | 0 - 1 ap  | 1 - 1 t   |
| 1965-1966 | Coupe des clubs champions  | Tour préliminaire   | Górnik Zabrze        | 1 - 3    | 1 - 2     | 2 - 5     |
| 1969-1970 | Coupe des villes de foires | 32es de finale      | Sporting CP          | 2 - 2    | 0 - 4     | 2 - 6     |
| 1977-1978 | Coupe UEFA                 | 32es de finale      | Újpest FC            | 3 - 2    | 0 - 7     | 3 - 9     |
| 1980-1981 | Coupe UEFA                 | 32es de finale      | Radnički Niš         | 1 - 2    | 1 - 4     | 2 - 6     |
| 1984-1985 | Coupe UEFA                 | 32es de finale      | Östers IF            | 1 - 0    | 1 - 0     | 2 - 0     |
| 1984-1985 | Coupe UEFA                 | Seizièmes de finale | Dundee United        | 1 - 2    | 1 - 5     | 2 - 7     |
| 1985-1986 | Coupe UEFA                 | 32es de finale      | Baník Ostrava        | 2 - 0    | 1 - 0     | 3 - 0     |
| 1985-1986 | Coupe UEFA                 | Seizièmes de finale | Inter Milan          | 1 - 0    | 0 - 4     | 1 - 4     |
| 1986-1987 | Coupe UEFA                 | 32es de finale      | Widzew Łódź          | 1 - 1    | 0 - 1     | 1 - 2     |
| 1987-1988 | Coupe UEFA                 | 32es de finale      | FC Utrecht           | 0 - 0    | 0 - 2     | 0 - 2     |
| 1995      | Coupe Intertoto            | Groupe 6            | Partick Thistle      | 2 - 2    | N/A       | Deuxième  |
| 1995      | Coupe Intertoto            | Groupe 6            | NK Zagreb            | N/A      | 0 - 0     | Deuxième  |
| 1995      | Coupe Intertoto            | Groupe 6            | Keflavík ÍF          | 2 - 1    | N/A       | Deuxième  |
| 1995      | Coupe Intertoto            | Groupe 6            | FC Metz              | N/A      | 0 - 1     | Deuxième  |
| 1996      | Coupe Intertoto            | Groupe 2            | Djurgårdens IF       | 2 - 0    | N/A       | Premier   |
| 1996      | Coupe Intertoto            | Groupe 2            | B68 Toftir           | N/A      | 4 - 0     | Premier   |
| 1996      | Coupe Intertoto            | Groupe 2            | Apollon Limassol     | 2 - 0    | N/A       | Premier   |
| 1996      | Coupe Intertoto            | Groupe 2            | Werder Brême         | N/A      | 3 - 1     | Premier   |
| 1996      | Coupe Intertoto            | Demi-finales        | Rotor Volgograd      | 2 - 2    | 0 - 5     | 2 - 7     |
| 1999-2000 | Coupe UEFA                 | 64es de finale      | Steaua Bucarest      | 1 - 3    | 0 - 2     | 1 - 5     |
| 2000      | Coupe Intertoto            | Premier tour        | Hapoël Petah-Tikva   | 3 - 0    | 1 - 1     | 4 - 1     |
| 2000      | Coupe Intertoto            | Deuxième tour       | Marila Pribram       | 1 - 1    | 2 - 3     | 3 - 4     |
| 2018-2019 | Ligue Europa               | Deuxième tour Q     | Lillestrøm SK        | 4 - 0    | 2 - 1     | 6 - 1     |
| 2018-2019 | Ligue Europa               | Troisième tour Q    | Beşiktaş JK          | 2 - 1    | 0 - 1     | 2 - 2E    |
| 2019-2020 | Ligue des champions        | Troisième tour Q    | FC Bâle              | 3 - 1    | 2 - 1     | 5 - 2     |
| 2019-2020 | Ligue des champions        | Barrages Q          | Club Bruges          | 0 - 1    | 1 - 2     | 1 - 3     |
| 2019-2020 | Ligue Europa               | Groupe D            | Sporting CP          | 3 - 0    | 1 - 2     | Premier   |
| 2019-2020 | Ligue Europa               | Groupe D            | PSV Eindhoven        | 4 - 1    | 0 - 0     | Premier   |
| 2019-2020 | Ligue Europa               | Groupe D            | Rosenborg BK         | 1 - 0    | 2 - 1     | Premier   |
| 2019-2020 | Ligue Europa               | Seizièmes de finale | AZ Alkmaar           | 2 - 0    | 1 - 1     | 3 - 1     |
| 2019-2020 | Ligue Europa               | Huitièmes de finale | Manchester United    | 0 - 5    | 1 - 2     | 1 - 7     |
| 2020-2021 | Ligue Europa               | Troisième tour Q    | DAC Dunajská Streda  | 7 - 0    | N/A       | 7 - 0     |
| 2020-2021 | Ligue Europa               | Barrages Q          | Sporting CP          | N/A      | 4 - 1     | 4 - 1     |
| 2020-2021 | Ligue Europa               | Groupe J            | Tottenham Hotspur    | 3 - 3    | 0 - 3     | Troisième |
| 2020-2021 | Ligue Europa               | Groupe J            | Ludogorets Razgrad   | 4 - 3    | 3 - 1     | Troisième |
| 2020-2021 | Ligue Europa               | Groupe J            | Royal Antwerp        | 0 - 2    | 1 - 0     | Troisième |
| 2021-2022 | Ligue Europa Conférence    | Troisième tour Q    | Vojvodina Novi Sad   | 6 - 1    | 1 - 0     | 7 - 1     |
| 2021-2022 | Ligue Europa Conférence    | Barrages Q          | St Johnstone FC      | 1 - 1    | 2 - 0     | 3 - 1     |
| 2021-2022 | Ligue Europa Conférence    | Groupe A            | Maccabi Tel-Aviv     | 1 - 1    | 1 - 0     | Premier   |
| 2021-2022 | Ligue Europa Conférence    | Groupe A            | Alashkert FC         | 2 - 0    | 3 - 0     | Premier   |
| 2021-2022 | Ligue Europa Conférence    | Groupe A            | HJK Helsinki         | 3 - 0    | 2 - 0     | Premier   |
| 2021-2022 | Ligue Europa Conférence    | Seizièmes de finale | Slavia Prague        | 4 - 3    | 1 - 4     | 5 - 7     |
| 2023-2024 | Ligue Europa               | Barrages Q          | Zrinjski Mostar      | 2 - 1    | 1 - 1     | 3 - 2     |
| 2023-2024 | Ligue Europa               | Groupe E            | Liverpool FC         | 1 - 3    | 0 - 4     | Quatrième |
| 2023-2024 | Ligue Europa               | Groupe E            | Union saint-gilloise | 3 - 0    | 1 - 2     | Quatrième |
| 2023-2024 | Ligue Europa               | Groupe E            | Toulouse FC          | 1 - 2    | 0 - 1     | Quatrième |
| 2024-2025 | Ligue Europa               | Barrages Q          | FCSB                 | 1 - 1    | 0 - 1     | 1 - 2     |
| 2024-2025 | Ligue Conférence           | Phase de ligue      | Djurgårdens IF       | 2 - 2    | N/A       | 35e       |
| 2024-2025 | Ligue Conférence           | Phase de ligue      | Olimpija Ljubljana   | N/A      | 0 - 2     | 35e       |
| 2024-2025 | Ligue Conférence           | Phase de ligue      | Cercle Bruges        | 0 - 0    | N/A       | 35e       |
| 2024-2025 | Ligue Conférence           | Phase de ligue      | Borac Banja Luka     | N/A      | 1 - 2     | 35e       |
| 2024-2025 | Ligue Conférence           | Phase de ligue      | ACF Fiorentina       | N/A      | 0 - 7     | 35e       |
| 2024-2025 | Ligue Conférence           | Phase de ligue      | Víkingur Reykjavík   | 1 - 1    | N/A       | 35e       |

## Identité visuelle

Depuis 2016 et le déménagement du club à Pasching le mot Linz a été retiré du logo.
Depuis 2023.

## Stade
Le LASK jouait au stade de Linz, Linzer Stadion surnommé le Gugl, du nom de la colline sur laquelle il est situé. Ce stade peut actuellement accueillir 21.328 spectateurs (14 918 places debout et 6392 places assises). Le stade a également été utilisé par le rival local, FC Blau-Weiß Linz, avant de déménager dans un autre stade de la même ville depuis l'été 2023.
Depuis 2017, le LASK joue à la TGW Arena de Pasching, depuis que la section professionnelle a été démembrée du club, mais retourne au Linzer Stadion pour les matchs européens.
En 2020, le club prévoit de construire un nouveau stade à la place du Linzer Stadion, un stade uniquement destiné au football. Le nouveau stade sera inauguré le 17 février 2023, il comporte 19 080 places et se nomme Raiffeisen Arena.
Les différentes groupes de supporters se regroupent sous la bannière de l'association Landstrassler.

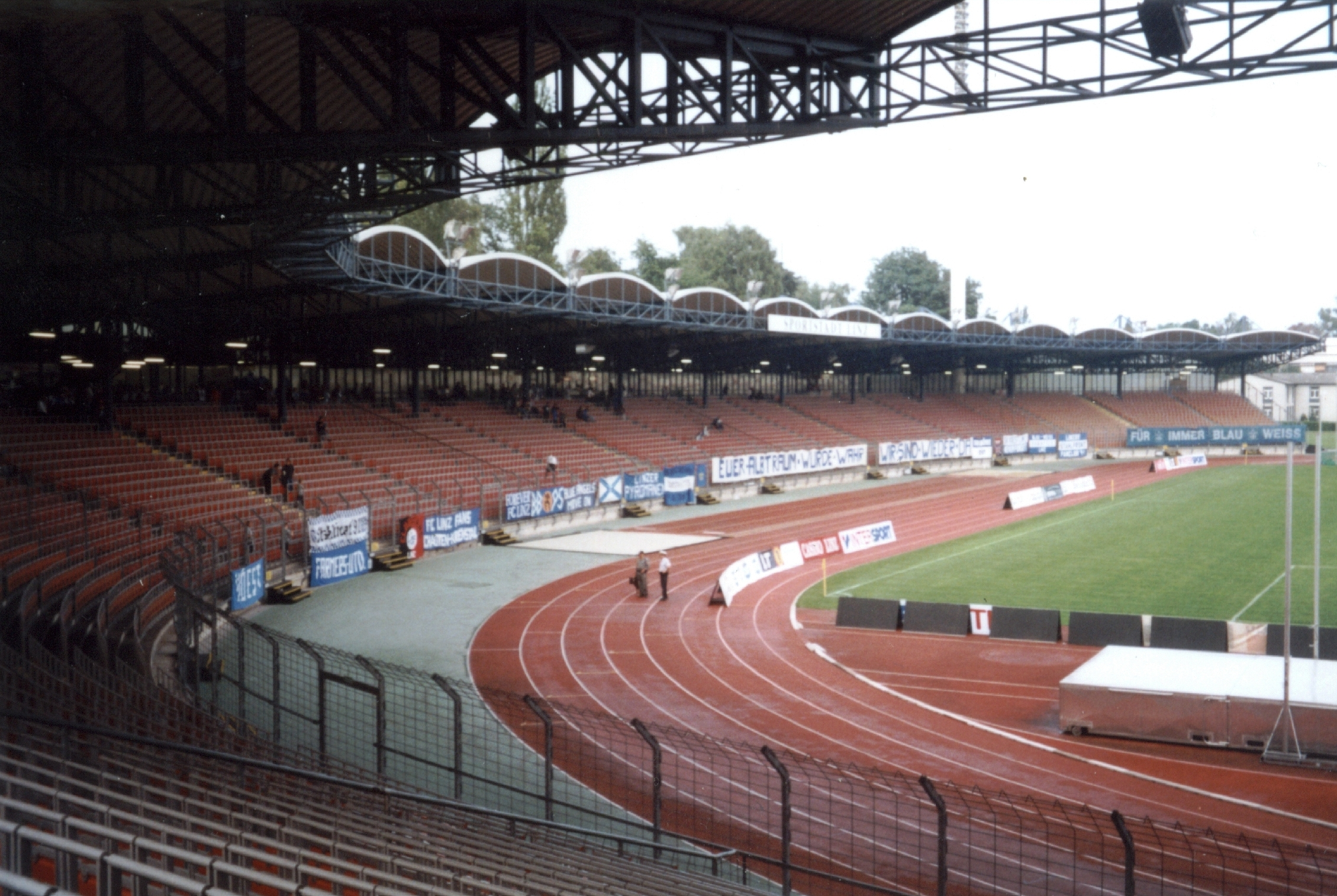
Le Linzer Stadion, utilisé précédemment par le LASK
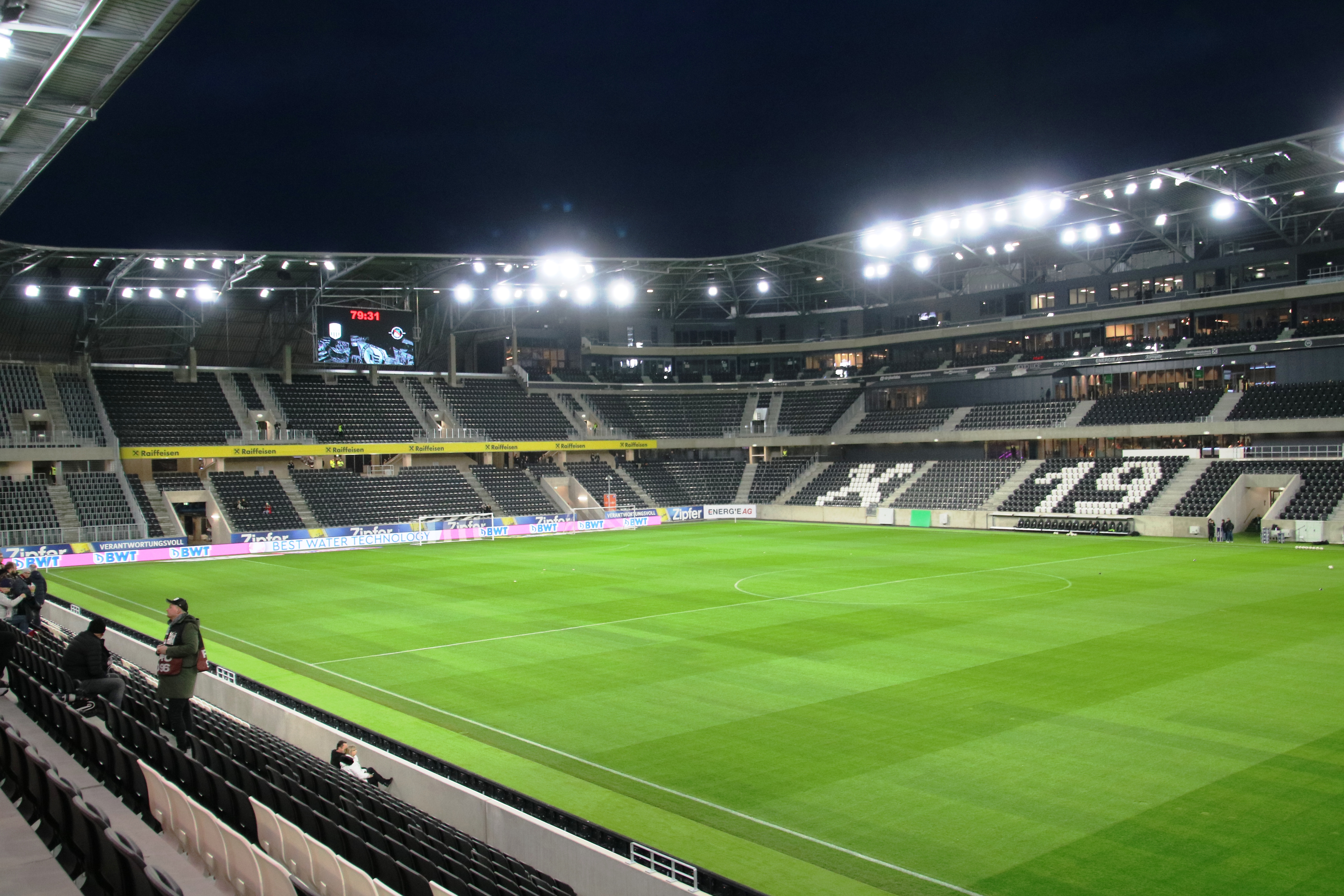
Image de la Raiffeisen Arena de Linz
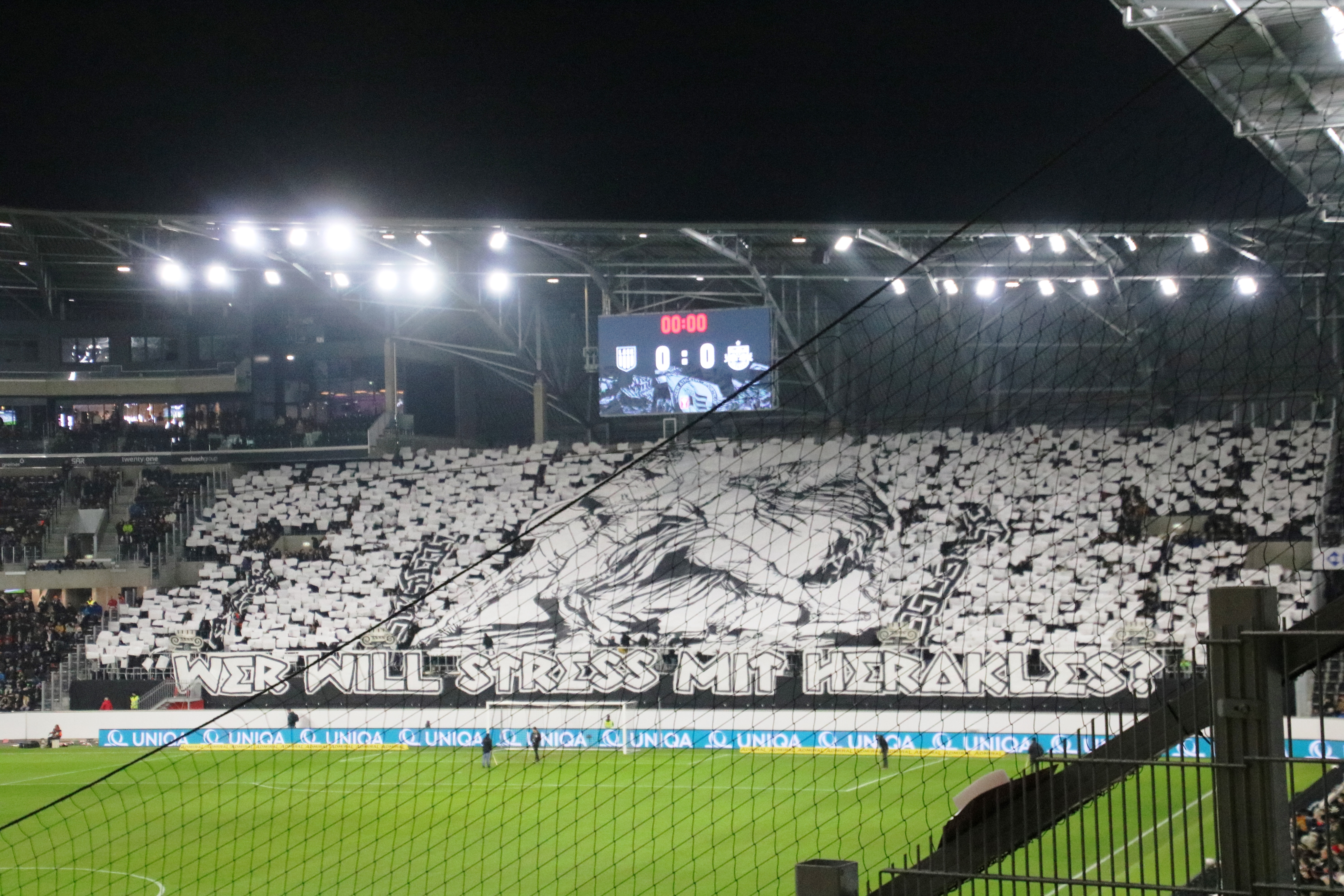
La tribune de l'association de supporters Landstrassler

## Anciens joueurs
- Brendan Augustine
- Choi Sung-yong
- Peter Stöger
- Mateo Kovačić
- Gernot Trauner

## Entraîneurs
- 1946-1952 : Georg Braun
- 1953-1955 : Ernst Sabeditsch
- 1955-1956 : Josef Pojar
- 1956-1958 : Ludwig Lutz
- 1958-1960 : Joseph Epp
- 1960-1962 : Nandor Cserna
- 1962-1964 : Karl Schlechta
- 1965-1968 : František Bufka
- 1969-1970 : Vojtěch Skyva
- 1970-1912 : Wilhelm Kament
- 1972-1974 : Otto Barić
- 1974-1976 : Felix Latzke
- 1976-1978 : Wilhelm Huberts
- 1978-1983 : Adolf Blutsch
- 1983-1987 : Johann Kondert
- 1987 : Adolf Blutsch
- 1987-1988 : Ernst Hlozek
- 1988 : Ernst Knorrek
- 1989 : Lothar Buchmann
- 1989-1990 : Alexander Mandziara
- 1990 : Adolf Blutsch
- 1990 : Ernst Weber (de)
- 1990-1991 : Erwin Spiegel
- 1991-1993 : Helmut Senekowitsch
- 1993 : Dietmar Constantini
- 1993-1995 : Walter Skocik
- 1995-1996 : Günther Kronsteiner
- 1996 : Max Hagmayr
- 1996-1997 : Friedel Rausch
- 1997 : Hubert Baumgartner
- 1997-1998 : Per Brogeland
- 1998 : Adam Kensy
- 1998-1999 : Otto Barić
- 1999-2000 : Marinko Koljanin
- 2000-2001 : Johann Kondert
- 2001 : František Cipro
- 2001-2002 : Johnann Kondert - Didi Mirnegg
- 2002-2003 : Norbert Barisits
- 2003 : Robert Hoffmann
- 2003-2004 : Gert Trafella
- 2004 : Norbert Barisits - Klaus Lindenberger
- 2004-2005 : Werner Gregoritsch
- 2006-2008 : Karl Daxbacher
- 2008 : Andrej Panadić
- 2008-2009 : Klaus Lindenberger
- 2009 : Hans Krankl
- 2009-2010 : Matthias Hamann
- 2010 : Helmut Kraft
- 2010-2011 : Georg Zellhofer
- 2011-2012 : Walter Schachner
- 2012-2015 : Karl Daxbacher
- 2015 : Martin Hiden
- 2015-2019 : Oliver Glasner
- 2019-jui.2020 :  Valérien Ismaël[8]
- jui.2020-nov. 2021 :  Dominik Thalhammer[9]